# 4603 Bertaud
4603 Bertaud è un asteroide della fascia principale. Scoperto nel 1986, presenta un'orbita caratterizzata da un semiasse maggiore pari a 2,6286859 UA e da un'eccentricità di 0,2394519, inclinata di 12,49654° rispetto all'eclittica.